# Jau-Dignac-et-Loirac
Jau-Dignac-et-Loirac is een gemeente in het Franse departement Gironde (regio Nouvelle-Aquitaine). De plaats maakt deel uit van het arrondissement Lesparre-Médoc. Jau-Dignac-et-Loirac telde op 1 januari 2022 982 inwoners.

## Geografie
De oppervlakte van Jau-Dignac-et-Loirac bedroeg op 1 januari 2022 41,23 vierkante kilometer; de bevolkingsdichtheid was toen 23,8 inwoners per km².

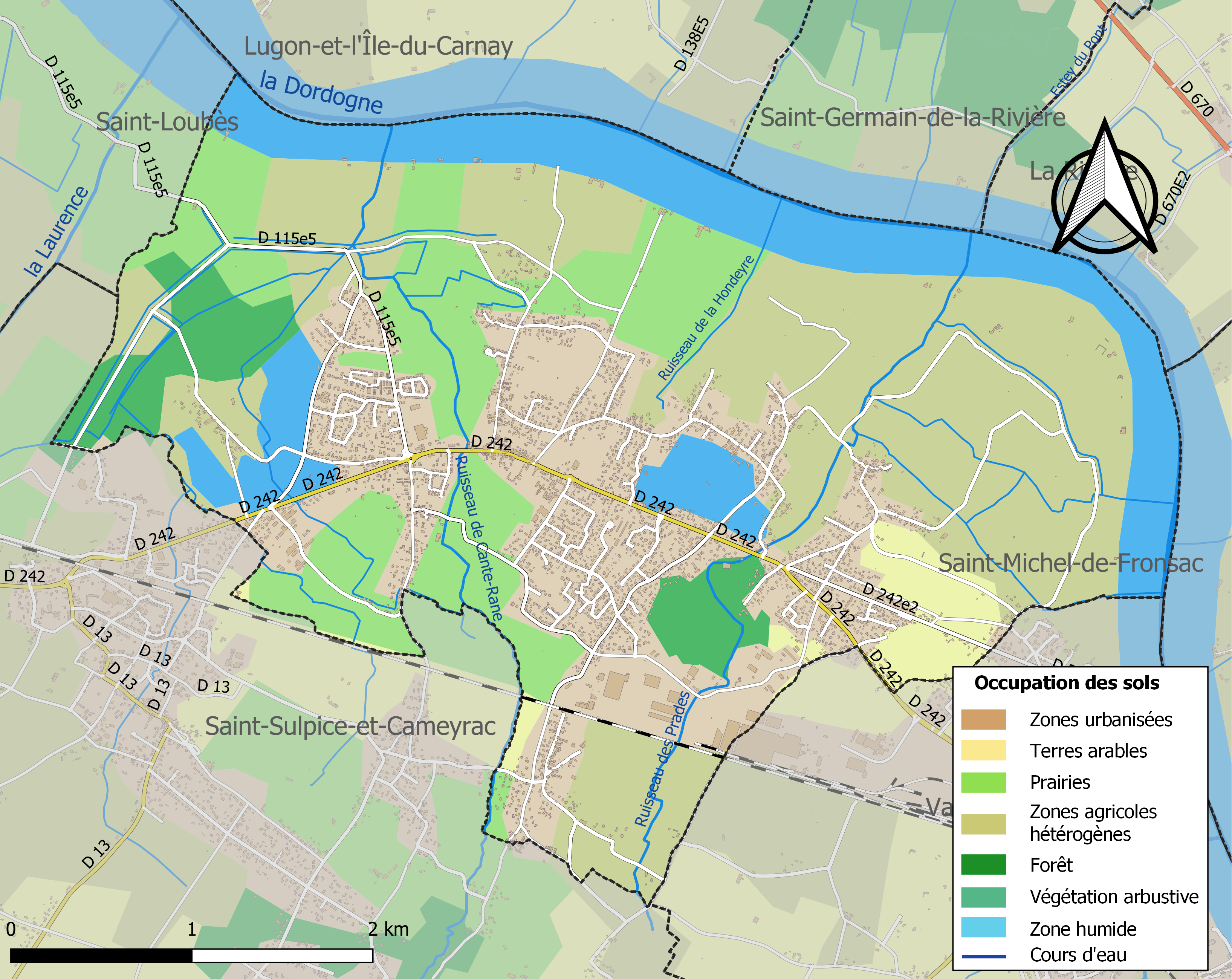
Kaart van de gemeente met belangrijkste infrastructuur, bodemgebruik en omliggende gemeenten

## Demografie
Onderstaande figuur toont het verloop van het inwonertal (bron: INSEE-tellingen).